# 20세기 연표
20세기의 연표이다.

## 1900년대
- 1901년: 제1회 노벨상 수여. 오스트레일리아 연방 독립. 의화단 운동 종결. 빅토리아 여왕 사망 이후 에드워드 7세가 영국 왕이자 인도 황제로 즉위. 쿠바에서 미군이 철수하는 조건으로 자치권이 제한됨. 윌리엄 매킨리 암살. 에밀리 홉하우스가 남아프리카의 제2차 보어 전쟁에서 영국의 보어인 여성 및 어린이 수용소 45곳의 실태를 고발. 굴리엘모 마르코니가 최초로 대서양 횡단 전신 수신.
- 1902년: 제2차 보어 전쟁 종결. 필리핀-미국 전쟁 종결. 쿠바가 미국으로부터 독립. 윌리스 캐리어가 현대식 공기조화기 발명. 사우디아라비아의 통일전쟁 시작. 영국, 독일, 이탈리아가 베네수엘라 내 자국 자산들을 반출하기 위해 베네수엘라를 해상 봉쇄.
- 1903년: 라이트 형제의 비행. 독일령 남서아프리카에서 20세기 최초의 집단살해인 헤레로·나마 집단살해 시작. 러시아 제국에서 러시아 사회민주노동당이 볼셰비키와 멘셰비키로 분열. 교황 비오 10세 선출. 테디 베어 출시. 제1회 투르 드 프랑스 개최. 파나마 독립, 미국과 파나마 간 헤이-뷔노 바리야 조약 조인. 오스만 제국과 독일 제국 간 콘스탄티노플-바그다드 철도 부설에 합의.
- 1904년: 영불 협상 조인. 일본 제국이 포트아서를 기습하여 러일 전쟁을 개전. 시베리아 횡단 철도 완공. 파나마 운하 건설 시작. 로저 케이스먼트가 콩고 자유국에서의 벨기에의 잔혹 행위를 고발.
- 1905년: 러일 전쟁 종결. 러시아 혁명. 페르시아 입헌 혁명. 시베리아 횡단 철도 개통. 알베르트 아인슈타인이 상대성이론 발표. 슐리펜 계획 입안. 인도 부왕 겸 총독의 벵골 분할령 시행. 제1차 모로코 위기. 노르웨이 의회에서 독립을 선포하며 노르웨이가 스웨덴으로부터 독립.
- 1906년: 칠레 발파라이소와 미국 샌프란시스코에서 지진. 드레퓌스 사건 종결. 러시아 제국의 스톨리핀 개혁으로 부농층인 쿨라크 계층 탄생. 브라질 출신 알베르토 산토스뒤몽이 파리에서 비행. 폴 세잔 사망. 다카에서 전인도 무슬림 연맹 설립.
- 1907년: 헤레로·나마 집단살해 종결. 루마니아 민란으로 약 11,000명 사망. 인도 국민회의가 둘로 분열. 페르시아 입헌 혁명이 의회 설립으로 종결. 한일신협약. 영러 협상으로 중앙아시아에서의 그레이트 게임 종결. 핀란드 의회 총선거에서 세계 최초로 여성 후보들이 출마한, 유럽 최초의 보통선거가 이루어짐.
- 1908년: 포드 모터 컴퍼니에서 포드 모델 T 출시. 이란 남서부 마스제드솔레이만에서 중동 최초의 상업 유전 건설. 퉁구스카 폭발사건으로 시베리아의 산림 수천 제곱킬로미터 전소. 오스만 제국의 청년 튀르크당 혁명. 불가리아 왕국 독립. 오스트리아-헝가리 제국의 보스니아 헤르체고비나 병합으로 보스니아 위기 시작. 푸이가 청나라 황제로 즉위. 이탈리아 메시나 지진으로 약 70,000명 사망.
- 1909년: 쿠바에서 미군 철수. 보스니아 위기 종결. 로버트 피어리가 북극점에 도달했다는 주장이 제기되나, 이후 격한 논쟁이 벌어짐. 일본 제국과 청나라 간 간도 협약 조인.

## 1910년대
- 1910년: 멕시코 혁명 시작. 조지 5세가 영국 왕이자 인도 황제로 즉위. 남아프리카 연방 수립. 1910년 10월 5일 혁명으로 포르투갈 제1공화국 수립. 한일 병합 조약으로 일본 제국이 대한제국을 병합. 레프 톨스토이와 마크 트웨인 사망. 핼리 혜성이 지구에 접근. 몬테네그로 왕국 수립.
- 1911년: 신해혁명으로 청 조정 전복. 로알 아문센의 남극점 도달. 트라이앵글 셔츠웨이스트 공장 화재로 146명이 사망한 이후 미국의 산업 안전 규정 개편. 뉴델리가 영국령 인도 제국 수도로 지정됨. 어니스트 러더퍼드가 원자핵의 존재 규명. 이탈리아-튀르크 전쟁으로 이탈리아가 리비아를 점령. 제2차 모로코 위기.
- 1912년: 청나라 멸망, 중화민국 수립. 아프리카국민회의 설립. 모로코가 프랑스의 보호령으로 편입됨. RMS 타이타닉 침몰. 제1차 발칸 전쟁 개전. 우드로 윌슨이 제28대 미국 대통령으로 당선. 애리조나가 마지막으로 미국 본토의 주로 승격됨. 미국의 니카라과 점령 시작. 중국 국민당 설립.
- 1913년: 닐스 보어가 원자핵에 대한 최초의 통합적 모델을 만들어, 양자역학의 기반을 닦음. 오스만 제국 쿠데타로 엔베르 파샤가 집권. 포드 모터 컴퍼니에서 이동식 생산 라인을 도입. 멕시코시티에서 비극의 열흘 전투. 위안스카이가 무력으로 중화민국 국회를 해산시킴. 이고르 스트라빈스키의 봄의 제전이 파리에서 논란 속에 초연됨. 런던 조약. 제2차 발칸 전쟁과 부쿠레슈티 조약. 연방준비제도 설립.
- 1914년: 가브릴로 프린치프가 프란츠 페르디난트 폰 외스터라이히에스테 대공을 암살하는 사라예보 사건으로 제1차 세계 대전 개전. 제1차 마른 강 전투. 서부 전선에서 참호전이 시작됨. 영국이 이집트에 보호령을 수립. 파나마 운하 개통. 교황 베네딕토 15세 선출. 타넨베르크 전투. 여행비둘기 멸종.
- 1915년: RMS 루시타니아 격침. 미군의 아이티 점령 시작. 오스만 제국에서 아르메니아인 집단살해 발생. 데이비드 와크 그리피스의 국가의 탄생 개봉. 최초의 화학전. 런던 조약으로 이탈리아 왕국이 참전.
- 1916년: 아일랜드 부활절 봉기. 일광 절약 시간제 도입. 브루실로프 공세. 중국 군벌 시대 시작. 데이비드 로이드 조지가 영국 총리로 취임. 갈리폴리 상륙 실패. 최초의 전차 실전 배치. 솜 전투. 펠릭스 유수포프가 그리고리 라스푸틴 암살. 베르됭 전투. 아랍 반란 시작.
- 1917년: 러시아 2월 혁명으로 러시아 제국 멸망, 러시아 내전 시작. 파스샹달 전투. 미국이 연합국으로 참전. 카포레토 전투. 폴란드 섭정왕국 및 핀란드의 독립과 독립 승인. 제1회 퓰리처상 수여. 러시아 10월 혁명. 파티마의 성모 발현.
- 1918년: 춘계 공세. 제1차 세계 대전 종결. 독일 11월 혁명 시작. 빌헬름 2세 퇴위. 스페인 독감 유행. 니콜라이 2세 일가 처형. 폴란드 제2공화국, 우크라이나국, 벨라루스 인민공화국 등의 수립. 핀란드 내전. 메흐메트 6세가 오스만 제국의 술탄이자 칼리파로 즉위. 아이슬란드 왕국과 슬로베니아인 크로아티아인 세르비아인국 수립. 영국군이 팔레스타인 점령. 예멘 왕국 수립. 아제르바이잔 민주공화국 수립. 가브릴로 프린치프 사망.
- 1919년: 베르사유 조약으로 유럽 각국의 국경선 조정. 독일 11월 혁명 종결. 에스토니아 독립 전쟁에서 에스토니아가 승전. 파리에서 국제 연맹 설립. 폴란드-소비에트 전쟁 개전. 베니토 무솔리니의 국가 파시스트당 설립. 코민테른 설립. 이집트 혁명. 터키 독립 전쟁 시작. 국제 노동 기구 설립. 어니스트 러더퍼드가 양성자를 발견. 아서 스탠리 에딩턴의 실험으로 일반 상대성이론이 최초로 규명됨.

## 1920년대
- 1920년: 멕시코 혁명 종결. 러시아 소비에트 연방 사회주의 공화국이 아르메니아 제1공화국 및 아제르바이잔 민주공화국을 침공해 병합. 마하트마 간디의 불복종 운동 전개. 미국 금주법 시행.
- 1921년: 바이마르 공화국에서 초인플레이션 발생, 아돌프 히틀러가 국가사회주의 독일 노동자당 지도자로 부상. 러시아가 조지아 민주공화국을 침공해 병합. 러시아 내전 및 폴란드-소비에트 전쟁 종결. 팔라비 왕조가 쿠데타로 수립.
- 1922년: 터키 대국민의회에서 오스만 제국의 술탄제 폐지, 메흐메트 6세 퇴위. 아일랜드 자유국과 영국령 북아일랜드 수립. 아일랜드 내전 시작. 이집트가 영국으로부터 독립. 로마 진군으로 이탈리아에서 베니토 무솔리니 집권. 하워드 카터가 투탕카멘의 묘 발견. 최초의 공산주의 국가인 소련 수립. 교황 비오 11세 선출. 제임스 조이스가 율리시스 출간. 워싱턴 해군 군축 조약 조인.
- 1923년: 렌텐마르크 발행으로 바이마르 공화국의 초인플레이션 종결. 타임 지 창간. 아일랜드 내전 종결. 뮌헨 폭동으로 아돌프 히틀러가 수감되나 국가사회주의 독일 노동자당이 국가적 주목을 받게 됨. 일본 간토 대지진으로 약 10,5000명 사망. 터키 독립 전쟁 종결, 무스타파 케말 아타튀르크가 터키의 초대 대통령으로 취임, 이스탄불에서 앙카라로 수도 이전. 월트 디즈니 컴퍼니 설립.
- 1924년: 블라디미르 레닌 사망으로 레프 트로츠키와 이오시프 스탈린 간 권력 투쟁 시작. 무스타파 케말 아타튀르크가 칼리파제 폐지. 조지아 8월 봉기. 조지 거슈윈이 랩소디 인 블루를 작곡. 1924년 이민법으로 아시아, 남유럽으로부터의 미국 이민이 제한됨.
- 1925년: 나의 투쟁 출간. 존 로지 베어드가 텔레비전 영상 발명. 로카르노 조약 조인.
- 1926년: 쇼와 천황 즉위. 폴란드와 포르투갈에서 쿠데타로 독재 정권 수립.
- 1927년: 최초의 유성 영화인 재즈 싱어 개봉. 국공 내전 시작. 배스 학교 폭파 사건. 오스트레일리아 의회가 캔버라로 이전. 영국의 국호가 그레이트브리튼 아일랜드 연합왕국에서 그레이트브리튼 북아일랜드 연합왕국으로 변경됨. 사우디아라비아 독립. 영국방송공사가 공영방송으로 지정됨. 세계 인구 20억 돌파. 찰스 린드버그가 파리까지 비행.
- 1928년: 알렉산더 플레밍의 페니실린 발견. 중국 군벌 시대 종결. 풍선껌 발명. 알바니아에서 조구 1세 즉위. 파리에서 켈로그-브리앙 조약 조인. 월트 디즈니 컴퍼니에서 미키 마우스가 최초로 등장. 무슬림 형제단 설립.
- 1929년: 검은 목요일으로 대공황 시작. 소련에서 레프 트로츠키가 추방되고 굴라크가 만들어짐. 교황 비오 11세와 베니토 무솔리니 간 라테라노 조약 조인으로 바티칸 시국 독립 승인. 성 밸런타인 데이 학살. 제1회 아카데미상 수여.

## 1930년대
- 1930년: 대공황의 영향으로 독일 국가의회 선거에서 국가사회주의 독일 노동자당 득표율이 18.3%로 급증. 클라이드 톰보가 명왕성 발견. 마하트마 간디의 소금 사티아그라하로 영국령 인도 제국에서 불복종 운동이 전개됨. 브라질에서 쿠데타로 정권 전복. 하일레 셀라시에가 에티오피아 제국 황제로 즉위. 1930년 FIFA 월드컵 개최.
- 1931년: 중국 대홍수로 약 250만 명 사망. 엠파이어 스테이트 빌딩 완공. 별이 박힌 깃발이 미국의 국가로 지정됨. 스페인 제2공화국 수립. 마오쩌둥의 중화소비에트공화국 수립. 웨스트민스터 헌장으로 영국 연방 설립. 만주사변으로 일본군이 만주를 점령.
- 1932년: 프랭클린 D. 루스벨트가 미국 대통령으로 당선. 에이먼 데 벌레라가 아일랜드 자유국 집행평의회 의장으로 취임. 독일 국가의회 선거에서 국가사회주의 독일 노동자당이 제1당으로 부상. 태국에서 입헌군주제 수립. BBC 월드 서비스 방송 시작. 중성자 발견. 린드버그 납치사건.
- 1933년: 아돌프 히틀러가 독일 총리로 취임. 미국에서 뉴딜 시작. 독일과 일본이 국제 연맹을 탈퇴. 미국의 니카라과 점령 종결. 미국 금주법 폐지.
- 1934년: 오스트리아 내전에서 파시스트가 승리. 마오쩌둥이 장정을 시작. 미군의 아이티 점령 종결. 아돌프 히틀러가 장검의 밤으로 당과 국가의 권력을 장악. 파울 폰 힌덴부르크 대통령 사망으로 아돌프 히틀러가 독일 총통으로 집권. 보니와 클라이드 일당이 경찰에게 사살됨. 존 딜린저가 연방수사국에게 사살됨.
- 1935년: 제2차 이탈리아-에티오피아 전쟁이 하일레 셀라시에가 망명하고 에티오피아 제국이 점령되면서 종결. 페르시아가 국호를 이란으로 변경. 윌리엄 라이언 매켄지 킹이 캐나다 총리로 당선. 뉘른베르크법 시행.
- 1936년: 스페인 내전 시작. 이오지프 스탈린의 대숙청 시작. 에드워드 8세가 영국 왕이자 인도 황제로 즉위하나, 곧 동생 조지 6세에게 왕위를 이양. 후버 댐 완공. 유대인 이주에 반대하여 영국 위임통치령 팔레스타인에서 반란. 이탈리아 왕국이 에티오피아 제국을 병합. 태즈메이니아주머니늑대 멸종.
- 1937년: 중일 전쟁 개전. 난징 대학살. 네빌 체임벌린이 영국 총리로 취임. 최초의 애니메이션 장편 영화인 백설 공주와 일곱 난쟁이 개봉. 조지 거슈윈과 모리스 라벨 사망. 힌덴부르크 참사.
- 1938년: 독일의 오스트리아 병합. 뮌헨 협정으로 체코슬로바키아가 독일에게 넘어감. 대숙청 종결. 수정의 밤. 타임 지에서 아돌프 히틀러를 올해의 인물로 선정. DC 코믹스에서 슈퍼맨이 최초로 등장.
- 1939년: 스페인 내전 종결, 프란시스코 프랑코 집권. 독일-소련 불가침 조약. 독일의 폴란드 침공으로 제2차 세계 대전 개전. 소련의 폴란드 침공. 교황 비오 12세 선출. 지그문트 프로이트 사망.

## 1940년대
- 1940년: 베저위붕 작전, 프랑스 공방전. 카틴 학살, 소련의 발트 3국 점령. 소련과 핀란드 간 겨울 전쟁. 윈스턴 처칠이 영국 총리로 취임. 영국 본토 항공전. 영국 대공습 시작. 레프 트로츠키 암살. 최초의 넵투늄 합성.
- 1941년: 유대인 문제에 대한 최종 해결책 시작. 진주만 공격으로 미국이 참전. 독일의 소련 침공. 투브루크 공방전. 레닌그라드 포위전 시작. 라빈드라나트 타고르 사망.
- 1942년: 미드웨이 해전. 산호해 해전. 제1차 및 제2차 엘 알라메인 전투. 스탈린그라드 전투와 과달카날 전역 시작. 맨해튼 계획 시작.
- 1943년: 스탈린그라드 전투 종결. 쿠르스크 전투 이후 동부 전선에서 독일의 공세 정지. 프랭클린 D. 루스벨트, 윈스턴 처칠, 이오시프 스탈린 간의 테헤란 회담에서 오버로드 작전 개시에 합의.
- 1944년: 노르망디 상륙. 파리 해방. 레닌그라드 포위전 종결. 최초의 전기식 컴퓨터 콜로서스의 작동 시작. 에드바르 뭉크 사망.
- 1945년: 드레스덴 폭격. 베를린 공방전. 얄타 회담. 유럽의 제2차 세계 대전 종전. 홀로코스트 종결. 오키나와 전투. 프랭클린 D. 루스벨트, 아돌프 히틀러, 베니토 무솔리니 사망. 핵무기 발명, 히로시마·나가사키 원자폭탄 투하. 아시아의 제2차 세계 대전 종전과 일본의 군정기 시작. 포츠담 회담에서 유럽이 서방과 소련의 영향권으로 분단되기 시작. 유엔 설립. 한국 해방. 안네 프랑크와 버르토크 벨러 사망. 인도네시아 독립. 뉘른베르크 국제군사재판 시작.
- 1946년: 이탈리아 공화국 수립. 프랑스 제4공화국 수립. 요르단 독립. 뉘른베르크 국제군사재판 종결. 제1차 인도차이나 전쟁 시작. 푸미폰 아둔야뎃이 태국 왕으로 즉위. 쿠르디스탄 민주당 설립. 필리핀 제3공화국 수립.
- 1947년: 인도 자치령과 파키스탄 자치령 수립, 인도-파키스탄 전쟁 시작. 트랜지스터 발명. 음속장벽 돌파. 해리 S. 트루먼이 트루먼 독트린을 선포. 미국 중앙정보국 설립.
- 1948년: 유엔의 이스라엘 독립 선언서를 승인으로 이스라엘 수립. 제1차 중동 전쟁 개전. 실론 독립. 베를린 봉쇄 시작. 마셜 플랜, 경제협력개발기구, 세계보건기구 설립. 마하트마 간디 암살. 버마 독립. 남아프리카 연방에서 아파르트헤이트 시행. 한국이 대한민국과 조선민주주의인민공화국으로 분단.
- 1949년: 북대서양 조약 기구 설립. 베를린 봉쇄 종결. 독일이 친소련적인 동독과 친서방적인 서독으로 분단. 소련과 동구권에서 경제상호원조회의 설립. 카슈미르 분할. 마오쩌둥의 중화인민공화국 수립, 국부천대로 중화민국이 타이완으로 이전. 소련에서 핵무기 실험. 찰스 폰지 사망.

## 1950년대
- 1950년: 중국 인민해방군의 하이난섬 상륙 전역 승리로 제2차 국공 내전 종결. 한국 전쟁 개전. 티베트에서 제14대 달라이 라마 즉위.
- 1951년: 콜롬보 계획 시행. 샌프란시스코 강화 조약으로 일본과 미국 간 적대 관계 종결.
- 1952년: 유럽 방위 공동체 설립. 가말 압델 나세르의 이집트 혁명으로 파루크 1세가 퇴위하고 영국의 이집트 점령 종결. 조지 6세 사망. 엘리자베스 2세가 영국 연방 왕국 왕으로 즉위. 에바 페론 사망. 최초의 수소폭탄 폭발. 조너스 소크의 소아마비 백신 발명.
- 1953년: 캄보디아 독립. DNA의 이중나선 구조 규명. 최초의 에베레스트산 등정. 이란에서 모하마드 모사데그 실각. 한국 전쟁 휴전. 이오시프 스탈린 사망. 동독 폭동 사태로 라브렌티 베리야가 실각 후 처형되고, 게오르기 말렌코프와 니키타 흐루쇼프 간 권력 투쟁 시작. 엘비스 프레슬리의 음악 경력 시작.
- 1954년: 서유럽 연합 설립. 미국 연방 대법원의 브라운 대 토피카 교육위원회 재판에서 국공립학교에서의 인종 분리를 금지. 소련에서 최초의 원자력 발전. 제1차 인도차이나 전쟁 종결. 알제리 전쟁 시작. 제1차 타이완 해협 위기 시작.
- 1955년: 소련에서 니키타 흐루쇼프 집권. 바르샤바 조약 기구 설립. 제1차 수단 내전 시작. 제1차 타이완 해협 위기 종결. 반물질이 최초로 인공적으로 생성됨. 중앙 조약 기구 설립.
- 1956년: 수단과 튀니지 독립. 파키스탄 이슬람 공화국 수립. 헝가리 혁명이 소련군에게 진압됨. 가말 압델 나세르의 수에즈 운하 국유화로 제2차 중동 전쟁 개전. 브라질리아 건설 시작.
- 1957년: 스푸트니크 1호 발사로 우주 시대 시작. 가나 독립. 로마 조약으로 유럽 경제 공동체 설립. 해럴드 맥밀런이 영국 총리로 취임. 최초의 경구 피임약 처방. 말라야 연방 독립.
- 1958년: 프랑스 제5공화국 수립. 중화인민공화국 대기근 시작. 미국 항공우주국과 연방항공국 설립. 핵군축캠페인의 상징인 평화 기호가 최초로 사용됨. 광 디스크와 콤팩트 카세트 발명. 진먼 포격전.
- 1959년: 쿠바 혁명. 알래스카와 하와이가 미국의 주로 승격됨. 티베트 봉기로 제14대 달라이 라마가 망명. 최초의 후천면역결핍증후군 발병 보고. 최초의 달의 뒷면 촬영. 리치 밸런스와 버디 홀리가 비행기 사고로 사망. 세계 인구 30억 돌파.

## 1960년대
- 1960년: 유럽 자유 무역 연합 설립. U-2기 사건으로 미소 관계 악화. 아프리카의 해, 아프리카 17개국의 독립. 파트리스 루뭄바 실각으로 콩고 위기 시작. 니키타 흐루쇼프가 소련과 중국 간 협력을 중단하면서 중소 분쟁 격화. 경구 피임약 판매 시작. 남아프리카 연방에서 샤프빌 학살 발생. 미국 대통령 선거에서 최초로 대통령 후보 간 텔레비전 토론이 이루어짐. 최초의 유인 마리아나 해구 최심부 도달인 바티스카프 트리에스테 탐사. 레이저 발명. 리버풀에서 비틀즈가 결성됨. 무하마드 알리가 로마 올림픽에서 금메달을 수상.
- 1961년: 대약진 운동 실패. 베를린 장벽 건설. 유리 가가린이 최초로 우주 비행. 콩고 위기로 파트리스 루뭄바 처형. 은돌라 UN DC-6 추락 사건으로 유엔 사무총장 다그 함마르셸드 사망.
- 1962년: 쿠바 미사일 위기. 알제리 독립으로 알제리 전쟁 종결. 비틀즈의 첫 음반 공개로 브리티시 인베이전 시작. 마릴린 먼로 사망. 예멘 왕국이 쿠데타로 전복되고 예멘 아랍 공화국이 수립됨. 북예멘 내전 시작. 인도-중국 전쟁. 교황 요한 23세의 제2차 바티칸 공의회 개최.
- 1963년: 케냐와 잔지바르 독립. 말레이시아 연방 수립. 존 F. 케네디 암살 사건. 최초의 정지 위성 발사. 교황 바오로 6세 선출.
- 1964년: 레오니트 브레즈네프가 니키타 흐루쇼프를 실각시키고 소련에서 집권. 몰타와 말라위 독립. 잔지바르 혁명, 잔지바르와 탕가니카가 합쳐져 탄자니아를 수립. 1964년 민권법으로 미국에서 차별을 금지함. 콜롬비아 분쟁 시작. 통킹 만 사건으로 미국의 군사 개입이 시작되어 베트남 전쟁 확전. 비틀즈의 첫 미국 방문. 최초의 화성 근접 촬영.
- 1965년: 윈스턴 처칠과 맬컴 엑스 사망. 콩고 위기 종결, 콩고에서 모부투 세세 세코 집권. 인도네시아 학살로 약 500,000명 사망. 1965년 인도-파키스탄 전쟁. 교황 바오로 6세가 제2차 바티칸 공의회 종결. 싱가포르 독립.
- 1966년: 중화인민공화국에서 문화 대혁명 시작. 레소토, 보츠와나, 바베이도스 독립.
- 1967년: 사랑의 여름. 제3차 중동 전쟁. 나이지리아에서 비아프라가 독립을 선언하여 비아프라 전쟁 시작. 동남아시아 국가 연합 설립. 오스트레일리아 총리 해럴드 홀트가 빅토리아주 해안에서 수영 중 실종됨.
- 1968년: 마틴 루터 킹 주니어와 로버트 F. 케네디 암살 사건. 프라하의 봄이 바르샤바 조약군의 체코슬로바키아 침공으로 진압됨. 프랑스 5월 혁명. 북아일랜드 분쟁 시작. 구정 대공세.
- 1969년: 최초의 유인 달 착륙. 우드스톡 페스티벌. 중소 국경 분쟁. 인터넷의 전신인 아파넷 가동. 무아마르 알 카다피의 쿠데타로 이드리스 1세가 실각하고 리비아에서 공화국이 수립됨. 드와이트 D. 아이젠하워 사망. 미국에서 스톤월 항쟁으로 성소수자 권리운동 시작.

## 1970년대
- 1970년: 비아프라가 나이지리아에 병합되면서 비아프라 전쟁 종결. 에드워드 히스가 영국 총리로 취임. 켄트 주립 대학교 발포 사건으로 4명 사망. 북예멘 내전 종결. 핵확산방지조약 발효. 보잉 747의 처녀 비행. 볼라 사이클론으로 동파키스탄에서 약 500,000명 사망. 요르단에서 검은 9월 시작. 가말 압델 나세르 사망. 안와르 사다트가 이집트 대통령으로 취임. 지미 헨드릭스와 재니스 조플린 사망. 비틀즈의 해산.
- 1971년: 닉슨 충격으로 미국 달러와 금 사이의 태환 제도가 폐지되면서 인플레이션이 확산됨. 검은 9월 종결. 방글라데시 독립 전쟁이 1971년 인도-파키스탄 전쟁으로 확전되고 방글라데시가 파키스탄에서 독립. 드미트리우스 작전. 짐 모리슨 사망. 우간다에서 이디 아민 집권. 세계 무역 센터 완공. 모부투 세세 세코가 콩고 공화국의 국호를 자이르로 변경. 그린피스 설립. 코인텔프로가 공식적으로 종결됨.
- 1972년: 북아일랜드의 피의 일요일. 제1차 수단 내전 종결. 필리핀 대통령 페르디난드 마르코스가 계엄을 선포. 뮌헨 올림픽 참사. 셰이크 무지부르 라흐만이 인도에서 석방되어 방글라데시로 귀국.
- 1973년: 1973년 칠레 쿠데타. 욤키푸르 전쟁. 워터게이트 사건 시작. 스카이랩 우주정거장 발사. 미국 연방 대법원의 로 대 웨이드 사건. 파블로 피카소 사망. 최초의 목성 근접 촬영. 윌리스 타워 완공.
- 1974년: 터키의 키프로스 침공으로 북키프로스 수립. 카네이션 혁명으로 포르투갈 제2공화국의 민주화 시작. 에티오피아 제국의 하일레 셀라시에가 쿠데타로 퇴위. 최초의 수성 근접 촬영. 오스트랄로피테쿠스 아파렌시스 루시의 화석 발견. 세계 인구 40억 돌파. 리처드 닉슨 사임.
- 1975년: 사이공 함락으로 베트남 전쟁 종결. 프란시스코 프랑코 사망, 후안 카를로스 1세가 스페인 왕으로 즉위. 드미트리 쇼스타코비치 사망. 캄보디아 내전이 크메르 루주의 승리로 종결. 킬링필드 시작. 제1회 크리켓 월드컵 개최. 셰이크 무지부르 라흐만 일가 처형.
- 1976년: 최초의 에볼라 출혈열 유행. 마오쩌둥 사망. 문화 대혁명 종결. 스티브 워즈니악의 애플 I 개발과 스티브 잡스의 애플 설립.
- 1977년: 최초의 대량 생산된 개인용 컴퓨터 출시. 인간이 만든 물체 중 지구에서 가장 멀리 떨어져 있는 보이저 1호 발사. 엘비스 프레슬리와 찰리 채플린 사망. 테네리페 참사가 사상 최악의 항공 사고로 기록됨.
- 1978년: 인공 인슐린 발명. 명왕성의 위성 카론 발견. 투발루 독립. 짐 존스의 신흥 종교 인민사원애서 약 920명이 집단 살해 및 자살. 최초의 시험관 아기 탄생. 베트남-캄보디아 전쟁 개전. 우간다-탄자니아 전쟁 개전. 덩샤오핑이 중화인민공화국의 개혁개방을 시작. 스페인의 민주화 종결. 교황 요한 바오로 1세와 교황 요한 바오로 2세 선출.
- 1979년: 천연두 박멸. 소련–아프가니스탄 전쟁 개전. 이란 혁명과 주이란 미국 대사관 인질 사건. 모하마드 레자 팔라비 망명. 교황 요한 바오로 2세의 폴란드 인민공화국 방문. 최초의 토성 근접 촬영. 마거릿 대처가 영국 총리로 취임. 중화인민공화국에서 한 아이 정책 시행. 스리마일 섬 원자력 발전소 사고. 우간다-탄자니아 전쟁 종결과 이디 아민의 망명. 베트남-캄보디아 전쟁이 크메르 루주 실각으로 종결. 중국-베트남 전쟁. 니카라과 혁명. 중앙 조약 기구 해산.

## 1980년대
- 1980년: 로디지아가 짐바브웨로 독립. 바누아투 독립. 로널드 레이건이 미국 대통령으로 취임. 세인트헬렌스산 분화. CNN 설립. 베아트릭스 데르 네덜란덴이 네덜란드 여왕으로 즉위. 이란-이라크 전쟁 개전. 엘살바도르 대주교 오스카르 아르눌포 로메로 암살. 그단스크 조선소에서 레흐 바웬사가 연대자유노조 설립. 존 레논 피살 사건.
- 1981년: 최초의 우주왕복선 비행. 웨일스 공 찰스가 웨일스 공작부인 다이애나와 결혼. 안와르 사다트 암살. MTV 설립. 주이란 미국 대사관 인질 사건이 시작 444일만에 미국인 52명이 석방되면서 종결. 로널드 레이건 암살 시도. 마하티르 빈 모하맛가 말레이시아 총리가 됩니다.
- 1982년: 레오니트 브레즈네프 사망, 유리 안드로포프가 소련에서 집권. 1982년 레바논 전쟁 개전. 포클랜드 전쟁. 하마 학살으로 약 10,000명 사망. 텍사스 주에서 최초의 독살형 집행. 소니에서 세계 최초로 CD 플레이어 판매. 그레이스 켈리가 교통사고로 사망.
- 1983년: 대한항공 007편 격추 사건 이후 GPS 개발이 공개됨. 아르헨티나에서 국가재편성과정의 군사 독재 종결. 제2차 수단 내전 시작. 미국의 그레나다 침공.
- 1984년: 인간면역결핍 바이러스가 후천면역결핍증후군의 원인임이 규명됨. 유리 안드로포프 사망. 콘스탄틴 체르넨코가 소련 서기장으로 취임. 홍콩 반환 협정으로 1997년에 홍콩을 중화인민공화국에 반환하기로 합의. 인디라 간디 암살.
- 1985년: 1982년 레바논 전쟁 종결. 라이브 에이드. 콘스탄틴 체르넨코 사망, 미하일 고르바초프가 소련 서기장으로 취임. 브라질에서 군사 독재 종결.
- 1986년: 챌린저 우주왕복선 폭발 사고와 체르노빌 원자력 발전소 사고. 남예멘 내전. 미르 우주정거장 발사. 최초의 천왕성 근접 촬영. 핼리 혜성이 지구에 접근. 필리핀에서 페르디난드 마르코스의 독재 종결. 이란-콘트라 사건 폭로. 올로프 팔메 암살.
- 1987년: 검은 월요일. 세계 인구 50억 돌파. 플루옥세틴 항우울제 판매 시작.
- 1988년: 이란-이라크 전쟁 종결. 팬암 항공 103편이 테러로 스코틀랜드 로커비에 추락. 미얀마에서 군사 쿠데타. 채널 터널 건설 시작. 조지 H. W. 부시가 미국 대통령으로 당선.
- 1989년: 베를린 장벽 붕괴, 1989년 혁명과 동구권 붕괴. 톈안먼 사건. 소련–아프가니스탄 전쟁 종결. 파라과이에서 군사 독재 종결. 쇼와 천황 사망, 아키히토가 일본 천황으로 즉위. 살만 루슈디의 처형을 명령한 파트와가 선포됨. 엑슨발데즈 원유 유출 사고. 최초의 해왕성 근접 촬영. 제1차 라이베리아 내전 시작. 살바도르 달리 사망.

## 1990년대
- 1990년: 팀 버너스리가 월드 와이드 웹 발명. 존 메이저가 영국 총리로 취임. 독일의 재통일. 허블 우주망원경 발사. 걸프 전쟁 개전. 북예멘과 남예멘이 예멘으로 통일.
- 1991년: 걸프 전쟁이 종결되며 미군이 철수. 소련의 붕괴와 소련의 공화국 15개국의 독립. 보리스 옐친이 초대 러시아 대통령으로 취임. 퀸의 프레디 머큐리 사망. 슬로베니아의 10일 전쟁으로 유고슬라비아 전쟁 시작. 시에라리온 내전과 알제리 내전 시작. 피나투보산이 분화해 화산 폭발 지수 6을 기록하고 지구의 기온을 낮춤.
- 1992년: 마스트리흐트 조약으로 유럽 연합 설립. 빌 클린턴이 미국 대통령으로 당선. 알바니아 사회주의 인민공화국 붕괴. 보스니아 전쟁 개전. 로스앤젤레스 폭동. 카이퍼 대와 외계 행성 발견. 허리케인 앤드루로 65명 사망.
- 1993년: 체코슬로바키아의 해체로 체코와 슬로바키아 분리. 에리트레아 독립. 세계 무역 센터 폭탄 테러. 웨이코 포위전이 51일 동안 계속되어 86명 사망.
- 1994년: 팔라우 독립. 남아프리카 공화국에서 아파르트헤이트가 폐지되고 넬슨 만델라가 대통령으로 당선. 제1차 체첸 전쟁 시작. 예멘 내전. 쥐베날 하브자리마나와 시프리앵 은타랴미라 사망으로 르완다 집단살해 시작. 채널 터널 개통. 김일성 사망. 김정일이 조선민주주의인민공화국에서 집권. 커트 코베인 자살.
- 1995년: 세계무역기구 설립. 티머시 맥베이의 오클라호마시티 폭탄 테러. 스레브레니차 집단살해. 북대서양 조약 기구의 보스니아 폭격으로 보스니아 전쟁 종결. 이츠하크 라빈 암살. 오스트리아, 핀란드, 스웨덴이 유럽 연합에 가입.
- 1996년: 제1차 콩고 전쟁 시작. 제1차 체첸 전쟁 종결. 최초의 복제 포유류인 복제 양 돌리 탄생. 탈레반이 아프가니스탄에서 집권. 포트아서 학살으로 35명이 사망하고 오스트레일리아에서 총기 규제 강화. 네팔 내전 시작. 투팍 샤커 암살.
- 1997년: 토니 블레어가 영국 총리로 취임. 홍콩 반환. 알바니아 폭동. 로랑데지레 카빌라가 모부투 세세 세코를 실각시킴, 자이르가 국호를 콩고 민주 공화국으로 변경. 웨일스 공작부인 다이애나가 파리에서 교통사고로 사망. 차량으로 음속장벽 돌파. 노토리어스 B.I.G. 암살.
- 1998년: 1998년 미국 대사관 폭탄 테러. 래리 페이지와 세르게이 브린이 구글 설립. 제2차 콩고 전쟁 시작. 벨파스트 협정으로 북아일랜드 분쟁 종결. 프랭크 시나트라 사망. 허리케인 미치로 중앙아메리카에서 홍수와 산사태 발생.
- 1999년: 유로 도입. 코소보 전쟁과 유고슬라비아 전쟁 종결. 우고 차베스가 베네수엘라 대통령으로 취임. 제2차 체첸 전쟁 시작. 제2차 라이베리아 내전 시작. 카르길 전쟁. 1999년 동티모르 위기로 약 1,400명 사망. 미국 콜로라도 주에서 컬럼바인 고등학교 총기 난사 사건. 세계 인구 60억 돌파.

## 2000년대
- 2000년: 제3천년기 시작. 조지 W. 부시가 미국 대통령으로 당선. 비센테 폭스가 멕시코 최초로 정권을 교체. 블라디미르 푸틴이 러시아 대통령으로 당선. 국제우주정거장 가동. 2000년 남북정상회담. 알카에다의 USS 콜 사건.